# طائرة مسيرة قتالية

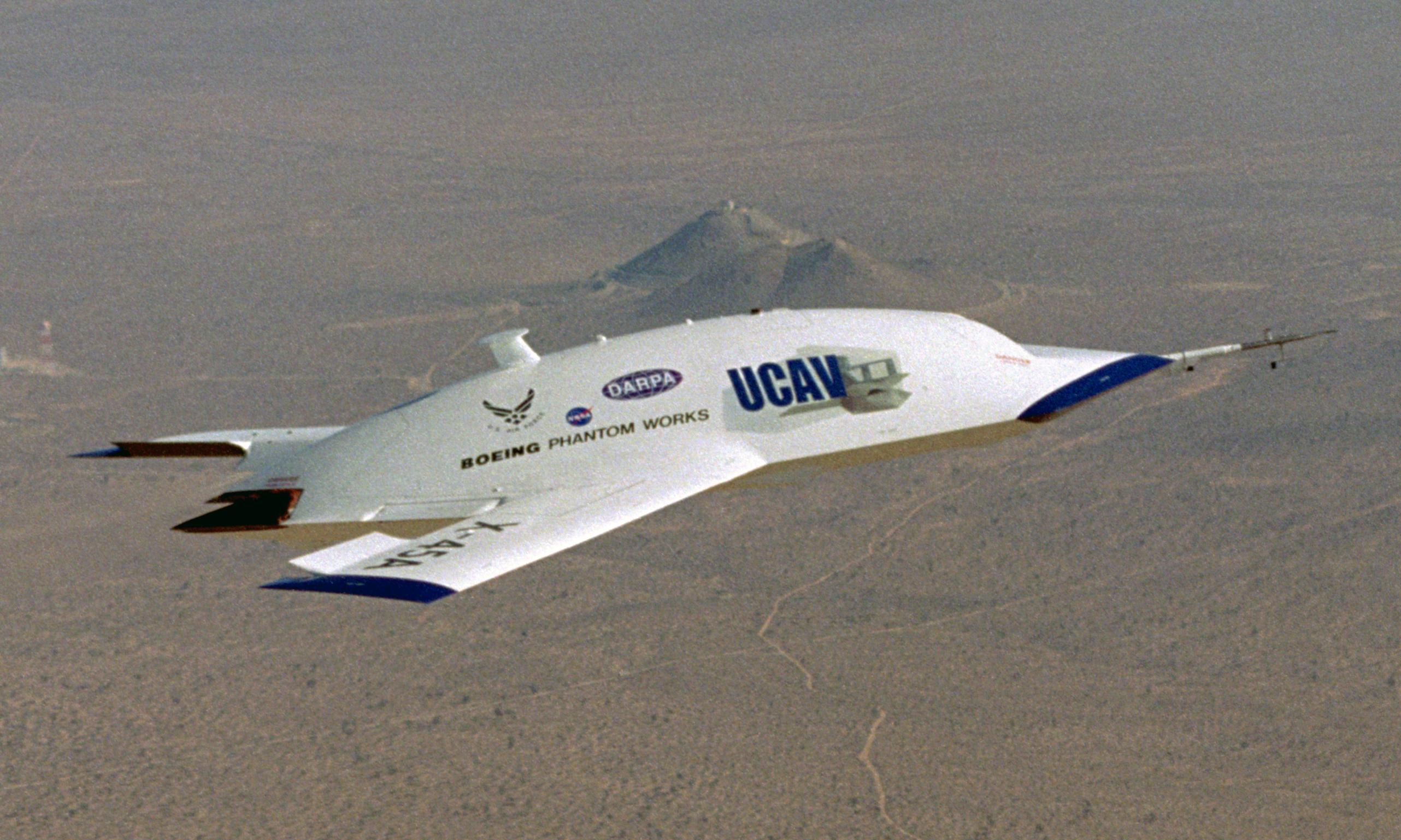
طائرة بوينغ إكس - 45 وهي مسيرة قتالية (يو سي أي في)

الطائرة المُسيرة القتالية أو المُسيرة المُقاتلة (بالإنجليزية: Unmanned combat air vehicle)‏ وتكتب اختصارا (يو سي أي في) (بالإنجليزية: UCAV)‏ تُعرف أيضًا باسم طائرة بدون طيار، هي طائرة مسيرة تستخدم للاستخبارات والمراقبة واكتساب الهدف والاستطلاع وتحمل ذخائر الطائرات مثل الصواريخ والصواريخ الموجه المضادة للدروع والقنابل في نقطة تعليق من أجل الهجوم. عادة ما تكون هذه الطائرات بدون طيار ولكنها تظل تحت السيطرة البشرية في الوقت الحقيقي، مع وجود مستويات مختلفة من الاستقلالية. على عكس مسيرة المراقبة والاستطلاع تُستخدم الطائرات بدون طيار في تنفيذ الضربات والهجوم والاستخبارات في ساحة المعركة.
الطائرات من هذا النوع ليس لديها طيار بشري على متنها. نظرًا لأن المشغل يدير الطائرة من محطة بعيدة، ولا تكون هناك حاجة إلى المعدات اللازمة للطيار البشري ، مما ينتج عنه وزن أقل وحجم أصغر. العديد من البلدان لديها طائرات بدون طيار محلية عاملة ، والعديد منها استوردت طائرات بدون طيار مسلحة أو هي في طور تطويرها.

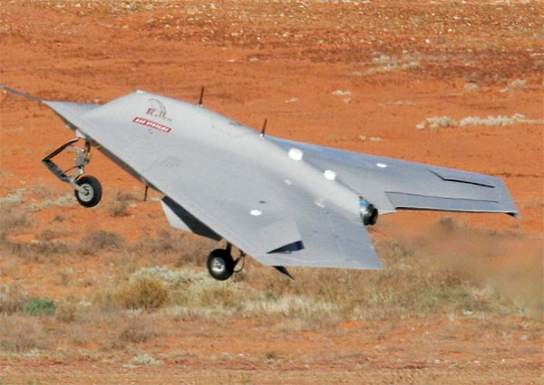
طائرة ألغراب لشركة بي إيه إي سيستمز خلال الاختبار

## المستخدمون
فيما يلي قائمة لدول لديها طائرات مسيرة مسلحة معروفة:
- إم كيو1 بريداتور جنرال أتوميكس (الولايات المتحدة)
- إم كيو9 ريبر جنرال أتوميكس (الولايات المتحلدة)
- تشنغدو وينق لونق تشنغدو (الصين)
- تشنغدو وينق لونق10 تشنغدو (الصين)
- هونغدو جي جيه11 هونغدو (الصين)
- بيرقدار تي بي2 بايكار (تركيا)
- تاي أكسونغور تاي (تركيا)
- بيرقدار آقنجي بايكار (تركيا)
- براق مِسكوم (باكستان)
- 30 يونيو - آر إي إس - (مصر)
- شاهد 129 هِسا (إيران)
- كرونشتات أوريون مجموعة كرونشتات (روسيا)
- أيتان الصناعات الفضاء الإسرائيلية (إسرائيل)